# Tokuana imbrica
Tokuana imbrica är en fjärilsart som beskrevs av Kawabe 1978. Tokuana imbrica ingår i släktet Tokuana och familjen vecklare. Inga underarter finns listade i Catalogue of Life.